# Jan Kanty Moszyński

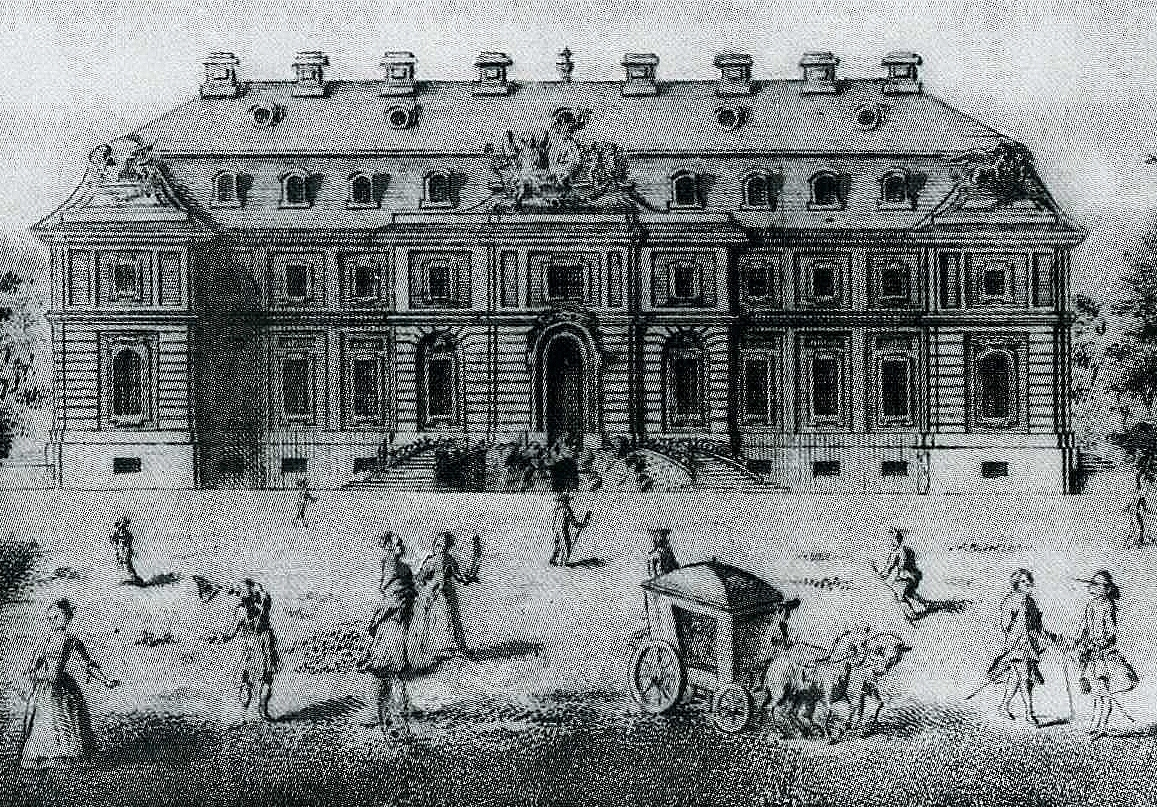
Pałac Moszczyńskiej w Dreźnie w 1777

Jan Kanty Moszyński (zm. 19 września 1737 roku w Warszawie) – podskarbi wielki koronny w 1736 roku, podskarbi nadworny koronny i krajczy wielki koronny w 1729 roku, starosta ujski, gostyniński i inowłodzki.
Powiernik obu Sasów, ożeniony z córką Augusta II Mocnego i hrabiny Cosel – Fryderyką Aleksandrą, nadał swemu rodowi znaczenie. Jego dziadkiem był Andrzej Ludwik Moszyński (zm. 1683), wojski horodelski, podstarości spiski.
Pochodził z ubogiej rodziny szlacheckiej. Ojciec jego Aleksander Michał mieszkał w małej wiosce na Podlasiu i pełnił funkcję skarbnika podlaskiego. Aleksander Moszyński był ożeniony z Teresą z Ossolińskich, pochodzącą z panów na Tęczynie i mieli trzech synów. Janowi Kantemu wstęp na dwór Augusta II umożliwił wuj Franciszek Maksymilian Ossoliński pełniący wtedy funkcję ministra gabinetowego i sekretarza stanu dla Polski (król nazywał to stanowisko camerarius noster intimus, intimus curiae nostrae notarius). Młodego Moszyńskiego król mianował szambelanem. Już 26 lutego 1726 został starostą grodowym gostynińskim, a 8 maja starostą inowłodzkim. Robił karierę na dworze królewskim, 4 maja 1729 został mianowany krajczym wielkim koronnym a w dwa tygodnie później 20 maja podskarbim nadwornym koronnym. Wyrazem największej sympatii i zaufania króla do Moszyńskiego był 18 lutego 1730 jego ślub w Dreźnie z córką króla i Anny Konstancji Cosel – Fryderyką, Augustą, Konstancją (według innych źródeł Fryderyką, Aleksandrą). Wesele uświetnił swą obecnością król Fryderyk Wilhelm I Pruski. Zaraz po ślubie młoda żona zachorowała na ospę, która pozostawiła na jej ciele trwałe blizny. Król-teść otworzył serce przed podskarbim nadwornym, ten zaś stał się do końca życia zwolennikiem obozu saskiego. W grudniu 1731 otrzymał starostwo ujskie, w kwietniu 1732 chorągiew pancerną w wojsku koronnym, a 27 września król podarował małżonkom gmachy marywilskie, gdzie po przebudowie zamieszkali. Po śmierci Augusta II wyjechał do Saksonii i związał się z Augustem III Sasem. Stracił piastowane urzędy, pozostał tylko szambelanem elektora. Przyjechał do Polski wraz z królem na jego koronację w Krakowie w 1734. W następnym roku, 27 stycznia, został administratorem skarbu koronnego. Ponieważ urząd podskarbiego wielkiego koronnego był dożywotni, to dopóki żył Franciszek Ossoliński (wuj – stronnik Leszczyńskiego), pomimo że faktycznie Moszyński zarządzał skarbem, nie mógł nosić tego tytułu. W 1735 roku podpisał uchwałę Rady Generalnej konfederacji warszawskiej. Dopiero po wyjeździe Ossolińskiego do Lotaryngii i dobrowolnym złożeniu urzędu, od 6 lipca 1736 Moszyński został podskarbim wielkim koronnym.
10 lipca 1737 roku podpisał we Wschowie konkordat ze Stolicą Apostolską.
Zmarł 15 września 1737 (w sobotę o ósmej wieczorem) w Warszawie, 18 września odbyły się u kapucynów uroczystości pogrzebowe, którym przewodniczył biskup poznański Hozjusz.
Został odznaczony Orderem Orła Białego nr 122, 18 lutego 1730.
Miał dwóch synów: Augusta Fryderyka i Fryderyka Józefa.